# Убийства в одном здании
«Убийства в одном здании» (англ. Only Murders in the Building) — американский сериал в жанре детективной комедии, созданный Стивом Мартином и Джоном Хоффманом и выходящий на стриминговом сервисе Hulu. Стив Мартин, Мартин Шорт и Селена Гомес играют в нём трёх жителей многоквартирного дома в Верхнем Вест-Сайде, которые после убийства соседа решают запустить детективный подкаст. Премьерный показ первого сезона начался 31 августа 2021, второго — 28 июня 2022, третьего — 8 августа 2023, четвёртого — 27 августа 2024, пятого — 9 сентября 2025 года.
«Убийства в одном здании» получили в основном положительные отзывы. Критики высоко оценили комедийный подход к освещению вымышленных преступлений и игру ведущих актёров. Шоу было номинировано на премию «Эмми» за лучший комедийный сериал и премию «Золотой глобус» за лучший телесериал — мюзикл или комедию. Мартин и Шорт получили номинации на премии «Эмми» и «Золотой глобус» как лучшие актёры, Гомес номинировалась на премию «Золотой глобус» как лучшая актриса.

## Сюжет
Герои сериала — трое соседей, которые живут в роскошном многоквартирном доме в Верхнем Вест-Сайде и слушают подкасты о настоящих преступлениях. После того как при загадочных обстоятельствах погибает один из жильцов здания, они решают заняться расследованием и записывать собственный подкаст.

## Актёры и персонажи

### В главных ролях
- Стив Мартин — Чарльз-Хейден Сэвидж, актёр на пенсии, звезда популярного в 1990-х годах детективного телесериала «Браззос».
- Мартин Шорт — Оливер Патнэм, бродвейский режиссёр, испытывающий серьёзные финансовые трудности. Он придумывает идею подкаста о настоящем преступлении и становится его режиссёром.
  - Сэмюэл Фарнсворт — Оливер в молодости (сезон 2).
- Селена Гомес — Мэйбл Мора, молодая художница, которая живёт одна в квартире своей тёти.
  - Мадлен Валенсия (сезон 1) и Кэролайн Валенсия (сезон 2) — Мэйбл в юности.
- Аарон Домингес — Оскар Торрес (сезон 1), друг Мэйбл и Тима, который 10 лет назад был ошибочно осужден за убийство их подруги Зои и недавно вышел из тюрьмы.
- Эми Райан — Джен Беллоуз (сезон 1; гостевая роль в сезонах 2 и 4), профессиональная фаготистка, которая начинает встречаться с Чарльзом, а впоследствии с его дублершей Сазз.
- Кара Делевинь — Элис Бэнкс (сезон 2), художница и любовное увлечение Мэйбл.
- Адина Версон — Поппи Уайт (сезон 2; гостевая роль в сезоне 1) — амбициозная помощница Синды. Позже она раскрывает свою настоящую личность как Бекки Батлер, героиня криминального подкаста «Не всё спокойно в Оклахоме».
- Майкл Сирил Крайтон[англ.] — Говард Моррис (сезон 3 — настоящее время; второстепенная роль в сезонах 1-2), житель «Арконии».

### Специальные гости
- Пол Радд — Бен Гленрой (сезон 3; гостевая роль в сезоне 2), известный голливудский актёр, убитый в день премьеры своей первой бродвейской пьесы.
- Мерил Стрип — Лоретта Даркин (сезон 3 — настоящее время), актриса и возлюбленная Оливера, звезда его бродвейской пьесы и мюзикла.
- Зак Галифианакис (сезон 4) в роли самого себя, исполнитель роли Оливера в экранизации подкаста.
- Юджин Леви (сезон 4) в роли самого себя, исполнитель роли Чарльза в экранизации подкаста.
- Ева Лонгория (сезон 4) в роли самой себя, исполнительница роли Мэйбл в экранизации подкаста.

### Второстепенный состав
- Джулиан Чихи — Тим Коно (сезон 1), житель «Арконии», который умирает в первой серии. Таинственные обстоятельства смерти Тима побуждают Чарльза, Оливера и Мэйбл провести собственное расследование.
- Давайн Джой Рэндольф — детектив Уильямс, детектив по делу об убийстве Коно.
- Тина Фей — Синда Кэннинг, ведущая подкаста «Не всё спокойно в Оклахоме» о настоящих преступлениях, пародии на подкаст Serial.
- Джеки Хоффман — Ума Хеллер, жительница «Арконии».
- Джейн Худишелл[англ.] — Банни Фолджер (сезон 1-2; гостевая роль в сезоне 3), глава жилищного комитета «Арконии», убийство которой расследуется во втором сезоне.
  - Худишелл также озвучивает миссис Гамболини (сезон 2), домашнего попугая Банни.
- Натан Лейн — Тедди Димас (сезоны 1-2), старый друг и покровитель Оливера.
- Джеймс Каверли[англ.] — Тео Димас, глухой сын Тедди Димаса.
- Райан Бруссард[англ.] — Уилл Патнэм, сын Оливера.
- Тедди Колука — Лестер, швейцар в «Арконии».
- Ванесса Аспиллага — Урсула (сезоны 1-2), управдом «Арконии».
- Рассел Г. Джонс — доктор Гровер Стэнли (сезоны 1-2), житель «Арконии», психотерапевт.
- Джабуки Янг-Уайт, Али Строкер, Дэниел Орескес и Орсон Хонг — Сэм, Полетт, Марва и Грант (сезоны 1-2), поклонники подкаста «Убийства в одном здании».
- Зайнаб Джа — Ндиди Идоко (сезон 1), ближайшая соседка Тима Коно.
- Оливия Рейс — Зои Кэссиди (сезон 1), подруга Мэйбл, Оскара и Тима, которая умерла десятью годами ранее, упав с крыши «Арконии».
- Зои Коллетти — Люси (сезон 2), дочь-подросток бывшей девушки Чарльза, с которой у Чарльза непростые отношения отца и дочери.
- Майкл Рапапорт — детектив Крепс (сезон 2), полицейский детектив, расследующий убийство Банни.
- Кристин Ко[англ.] — Нина Лин (сезон 2), протеже Банни и новый президент правления «Арконии».
- Ариэль Шафир — Иван (сезон 2), официант в любимой закусочной Банни.
- Мэтью Лэмб — Чарльз-Хейден Севидж в молодости (сезон 2).
- Андреа Мартин — Джой Пейн (сезон 3; гостевая роль в сезоне 2), гримёрша Чарльза.
- Джейсон Визи — Джонатан Бриджкрофт (сезон 3; гостевая роль в сезоне 2), житель «Арконии», актёр в шоу Оливера.
- Линда Эмонд — Донна ДеМео (сезон 3), бродвейский продюсер, финансирующая возвращение Оливера на Бродвей.
- Эшли Пак — Кимбер Мин (сезон 3), молодая актриса, которая играет возлюбленную Бена в пьесе Оливера.
- Джереми Шамос[англ.] — Дики (сезон 3), брат и менеджер Бена.
- Уэсли Тейлор[англ.] — Клиффорд «Клифф» ДеМео (сезон 3), сын Донн, сопродюсер пьесы Оливера.
- Джесси Уильямс — Тоберт (сезон 3), кинооператор, нанятый Беном для создания документального фильма о его дебюте на Бродвее.
- Молли Шеннон — Бев Мелон (сезон 4), продюсер студии Paramount Studios, которая собирается снять экранизацию подкаста.
- Кэтрин Коэн — Трина Бразерс (сезон 4), сестра-близнец Тони и сорежиссёр экранизации подкаста.
- Джин Ха — Маршалл Пипоуп (сезон 4), сценарист экранизации подкаста.
- Сиена Вербер — Тони Бразерс (сезон 4), сестра-близнеца Трины и сорежиссёр экранизации подкаста.
- Десмин Борхес — Альфонсо (сезон 4), глава семьи, живущей в западной башне «Арконии».
- Ричард Кайнд — Винс Фиш (сезон 4), житель западной башни «Арконии», который носит повязку на глазу.
- Кумэйл Нанджиани — Руди Тербер (сезон 4), фитнес-гуру и житель западной башни, который круглый год украшает свою квартиру рождественскими украшениями.
- Дафна Рубин-Вега — Инес (сезон 4), жена Альфонсо.
- Лилиан Ребело — Ана (сезон 4), дочь Альфонсо и Инес.

### Приглашённые актёры
- Адриан Ленокс — Роберта (сезон 1), бывшая жена Оливера.
- Стинг — вымышленная версия самого себя (сезон 1), житель пентхауса в «Арконии».
- Рой Вуд-младший и Джейкоб Минг-Трент — Вон и Люсьен (сезон 1), ведущие подкаста «Дворовые псы», которые подвозят Сэвиджа и Патнэма.
- Джимми Фэллон — камео (сезон 1).
- Мэнди Гонзалес[англ.] — Сильвия Мора (сезон 1), мать Мэйбл.
- Джейн Линч — Сэз Патаки, давняя подруга Чарльза и его бывший дублёр.
- Эми Шумер в роли самой себя (сезон 2), жительница бывшей квартиры Стинга.
- Бен Ливингстон — покойный отец Чарльза (сезон 2).
- Ширли Маклейн — Роуз Купер (сезон 2), художница и любовница отца Чарльза, притворяющаяся матерью Банни Леонорой Фолджер.
- Марк Консуэлос — покойный отец Мэйбл (сезон 2).
- Нома Думезвени — Максин (сезон 3), театральный критик.
- Мэттью Бродерик — в роли самого себя (сезон 3).
- Джон Макинрой — в роли самого себя (сезон 4).
- Гриффин Данн — профессор Дюденофф (сезон 4).
- Мелисса Маккарти — Дорин (сезон 4), сестра Чарльза, которая живёт на Лонг-Айленде.
- Джейсон Кравиц — Большой Майк, муж Дорин (сезон 4).
- Александра Темплер — Хельга (сезон 4).

## Эпизоды
| Сезон | Серии | Серии | Даты показа     | Даты показа     |
| Сезон | Серии | Серии | Первая серия    | Последняя серия |
| ----- | ----- | ----- | --------------- | --------------- |
| 1     | 10    | 10    | 31 августа 2021 | 19 октября 2021 |
| 2     | 10    | 10    | 28 июня 2022    | 23 августа 2022 |
| 3     | 10    | 10    | 8 августа 2023  | 3 октября 2023  |
| 4     | 10    | 10    | 27 августа 2024 | 29 октября 2024 |

### Сезон 1 (2021)
| № общий | № в сезоне | Название                                                                    | Режиссёр           | Автор сценария                    | Дата премьеры    |
| --- | ---------- | --------------------------------------------------------------------------- | ------------------ | --------------------------------- | ---------------- |
| 1 | 1          | «Настоящее преступление» «True Crime»                                       | Джейми Бэббит      | Стив Мартин и Джон Роберт Хоффман | 31 августа 2021  |
| Чарльз-Хейден Сэвидж (бывший телевизионный актёр и мизантроп), Оливер Патнэм (безработный бродвейский режиссер, испытывающий денежные проблемы) и Мэйбл Мора, занимающаяся ремонтом апартаментов, живут в многоквартирном доме «Аркония» в Нью-Йорке. Однажды они случайно сталкиваются в лифте. К ним присоединяется Тим Коно, разговаривающий по телефону. После эвакуации здания по тревоге выясняется, что трёх соседей объединяет общая любовь к одному и тому подкасту о настоящих преступлениях. Узнав, что в «Арконии» найден труп, они пробираются внутрь здания, где видят тело Тима с простреленной головой. Детектив Уильямс считает, что это было самоубийство, однако троица сыщиков-любителей обнаруживает все больше доказательств, опровергающих эту версию. Речь идёт о телефонном разговоре Тима в лифте и адресованной ему посылку с обручальным кольцом. Тем временем Оливер навещает сына и просит у него денег; Чарльз обсуждает с Мэйбл свою привычку жить в одиночестве, а Мэйбл делится с ним страхом перед личным общением с людьми. Продолжая расследование, Оливер, Чарльз и Мэйбл начинают вести подкаст под названием «Убийства в одном здании». На старой фотографии Мэйбл и друзей с подписью «Мои мальчики Харди», неожиданно присутствует Тим. Эпизод начинается с флешфорварда, действие которого происходит через два месяца после первой встречи троицы в лифте. Чарльз и Оливер обнаруживают Мэйбл, стоящую на коленях рядом с трупом. |            |                                                                             |                    |                                   |                  |
| 2 | 2          | «Кто такой Тим Коно?» «Who Is Tim Kono?»                                    | Джейми Бэббит      | Киркер Батлер                     | 31 августа 2021  |
| Чарльз и Оливер пытаются разузнать больше о том, кем был Тим при жизни, и вместе с Мэйбл посещают поминки. Выясняется, что многие жильцы «Арконии» недолюбливали Тима и регулярно писали на него жалобы управляющему зданием. Они радуются тому, что после смерти Тима, который был астматиком, им вновь позволят разжигать камины в своих квартирах. Трио отправляется в квартиру Тима, чтобы найти новые улики, но отсутствие доверия друг к другу усложняет ситуацию. Мэйбл в одиночку записывает видео, в котором рассказывает, что знает Тима с самого детства, они вместе читали книги о мальчиках Харди и вместе разгадывали тайны. Когда они повзрослели, у них появились новые друзья — Оскар и Зои. Однажды ночью, 10 лет назад, все четверо веселились на новогодней вечеринке на крыше здания, а Зои позже нашли мёртвой. За её убийство был арестован Оскар, который в начале вечеринки ссорился с Зои. Тим сказал Мэйбл, что видел, как кто-то другой был с Зои перед её смертью, но не заявил об этом в полицию, что привело к разрыву отношений между ним и Мэйбл. Мэйбл вновь посещает квартиру Тима и находит внутри книг о братьях Харди тайники с драгоценностями и несколько своих старых рисунков. |            |                                                                             |                    |                                   |                  |
| 3 | 3          | «Хорошо ли вы знаете своих соседей?» «How Well Do You Know Your Neighbors?» | Джиллиан Робеспьер | Бен Смит                          | 31 августа 2021  |
| Чарльз, Оливер и Мэйбл считают главным подозреваемым своего соседа Говарда, так как они нашли кровавые отпечатки лап его кошки в квартире Тима. Банни угрожает Оливеру, что выселит его, если он не заплатит арендную плату. Оливер обращается к своему старому соратнику Тедди с просьбой дать деньги; после первоначального отказа Тедди соглашается спонсировать подкаст. Оливер сталкивается в лифте со Стингом и думает, что тот тоже может быть подозреваемым. Мэйбл находит записку от Тима, в которой говорится о встрече через неделю с человеком с инициалами «Г.М.». Оливер обнаруживает на своей входной двери записку с угрозами и видит, что Винни, его бульдог, отравлен, предположительно — тем же преступником. |            |                                                                             |                    |                                   |                  |
| 4 | 4          | «Стинг» «The Sting»                                                         | Джиллиан Робеспьер | Кристин Ньюман                    | 7 сентября 2021  |
| Оливер подозревает, что Стинг отравил Винни, и заручается помощью Чарльза и Мэйбл, чтобы доказать причастность певца к отравлению Винни и убийству Тима. Посоветовавшись с Синдой Кэннинг, ведущей их любимого подкаста, троица преподносит Стингу индейку и расспрашивает его о Тиме, который, как выяснилось, являлся бывшим инвестиционным брокером Стинга. Стинг признаётся, что после того, как Тим потерял значительную сумму его денег, он в ярости уволил Тима и велел ему покончить с собой, но испытывает облегчение, когда троица объявляет, что, по их мнению, смерть Тима была убийством, а не самоубийством. Тем временем Чарльз идёт в ресторан на свидание с Джен. Оно проходит неудачно, но Джен соглашается на второе свидание после того, как Чарльз рассказывает ей о своей личной жизни. Уилл, сын Оливера, сообщает, что Мэйбл во время школьных каникул жила в «Арконии» и постоянно тусила с местными ребятами, одним из которых был Тим. Во флешфорварде, действие которого происходит несколько месяцев спустя, Чарльз, Оливер и Мэйбл становятся субъектами нового подкаста Синды Кэннинг «Убийства в одном здании». |            |                                                                             |                    |                                   |                  |
| 5 | 5          | «Неожиданный поворот» «Twist»                                               | Дон Скардино       | Темби Л. Бэнкс                    | 14 сентября 2021 |
| Мэйбл на улице преследует парень в худи — её давний друг Оскар, который недавно вышел из тюрьмы, где отбывал срок за убийство Зои. Он предлагает подбросить Мэйбл туда, куда она направляется, и в итоге отвозит её в Бейпорт на Лонг-Айленде. Чарльз и Оливер видят, как Мэйбл выходит из «Арконии», и следуют за ней в Бейпорт, где находится тату-салон её двоюродного брата Густаво Мора. Мэйбл наконец говорит Чарльзу и Оливеру, что была знакома с Тимом. Оскар признаётся, что был тем самым парнем в худи, который поднимался по лестнице в день пожарной тревоги, но утверждает, что не убивал Тима; хотя был рядом с его квартирой, когда услышал выстрел. |            |                                                                             |                    |                                   |                  |
| 6 | 6          | «Служить и защищать» «To Protect and Serve»                                 | Дон Скардино       | Мадлен Джордж и Ким Розенсток     | 21 сентября 2021 |
| Оскар и Мэйбл начинают испытывать чувства друг к другу. Мать Мэйбл не хочет, чтобы она участвовала в расследовании убийства Тима, но Мэйбл отстаивает свою независимость в этом вопросе. Детектив Уильямс после раздумий приходит к выводу, что слишком поспешно закрыла дело Тима, поэтому тайно передает Мэйбл телефон Тима. Тедди приходит в восторг от того, что его закуски были упомянуты в шоу Джимми Фэллона, и даёт Чарльзу и Оливеру чек на 50 000 долларов. Однако Чарльз обращает внимание, что чек выписан со счета компании Angel Inc; в свою очередь «Ангел» — это прозвище подпольного торговца ювелирными изделиями, с которым имел дело Тим. |            |                                                                             |                    |                                   |                  |
| 7 | 7          | «Мальчик из „6Б“» «The Boy from 6B»                                         | Шерин Дабис        | Стивен Маркли и Бен Филипп        | 28 сентября 2021 |
| Тео, глухой сын Тедди, шпионит за троицей и проникает в квартиру Чарльза, где фотографирует доску с подозреваемыми. Тео сообщает отцу, что ведущие подкаста следят за ними, но Тедди не прислушивается к его словам. Чарльз и Мэйбл проникают в квартиру Тедди и обнаруживают тайную комнату с урнами из похоронного бюро. Им удаётся избежать встречи с Тео, который впоследствии замечает оставленную ими резиновую перчатку. Пока Оливер и Мэйбл отправляются в похоронное бюро, у Чарльза проходит свидание с Джен, и они в результате занимаются сексом. В похоронном бюро Оливер и Мэйбл обнаруживают потайную комнату с драгоценностями и выясняют, что Тео крадёт ценные вещи у покойников. Во флешбэках показано, что Тео был влюблён в Зои, которая общалась с ним на языке жестов. Тео видел, как Зои крадёт кольцо из его квартиры, и Тедди замечает у Зои это кольцо в канун Нового года. На вечеринке между Тео и Зои происходит ссора, в ходе которой Тео случайно сталкивает Зои с крыши здания. Тим — единственный свидетель, но Тедди под угрозой смерти заставляет его замолчать. В настоящем времени Тео похищает Оливера и Мэйбл и увозит их в неизвестном направлении; Чарльз получает от Мэйбл сообщение о том, что паролем к телефону Тима может быть «THEO». |            |                                                                             |                    |                                   |                  |
| 8 | 8          | «Фанфики» «Fan Fiction»                                                     | Шерин Дабис        | Маттео Боргезе и Роб Турбовски    | 5 октября 2021   |
| Тедди возвращает Мэйбл и Оливера в «Арконию» с условием, что они прекратят выпуск подкаста и снимут подозрения с семьи Димасов. Вернувшись в здание, Мэйбл и Оливер сталкиваются с четырьмя фанатичными поклонниками подкаста. Детектив Уильямс предлагает троице опубликовать все возможные улики и озвучить свои подозрения. Оскар рассказывает, что кольцо Зои с изумрудом было у Тима, когда он умер, но нынешнее местонахождение украшения неизвестно. Отчаявшись найти новый подход к делу, Оливер приглашает поклонников подкаста помочь группе раскрыть убийство Тима. Чарльз постоянно отвлекается на Джен, и Мэйбл с Оливером заставляют её отказаться от участия в расследовании. Джен возвращается в свою квартиру и видит на входной двери записку с предупреждением «Я слежу за тобой». Проходит премьера финальной серии подкаста с доказательствами преступлений Димасов. Уильямс начинает сомневаться в причастности Димасов к убийству, когда в результате токсикологической экспертизы выясняется, что Тим умер в результате отравления. Записи с камер видеонаблюдения во время пожарной тревоги доказывают, что Тедди и Тео не были в здании во время убийства Тима. Чарльз приходит в квартиру Джен и находит её лежащей на полу без сознания. |            |                                                                             |                    |                                   |                  |
| 9 | 9          | «Дубль два» «Double Time»                                                   | Джейми Бэббит      | Джон Хоффман и Кристин Ньюман     | 12 октября 2021  |
| Трио снимает свои обвинения о причастности Тедди и Тео к убийству Тима. Джен выживает после ножевого ранения, и Чарльз помогает ей прийти в себя. К Чарльзу заявляется его бывший дублёр Сэз Патаки, и сразу же подключается к расследованию к недовольству Чарльза и Джен. Банни созывает собрание жильцов здания по поводу подкаста, и жильцы голосуют за выселение трио, даже после того, как Чарльз говорит, что выпуск подкаста завершён. Оливер и Мэйбл пытаются найти новую зацепку, чтобы убедить Чарльза продолжить расследование, и предполагают, что у Тима могла быть тайная подружка, и эту теорию подтверждает соседка Тима Идико. Чарльз идет на концерт Джен по настоянию Сэз и видит молодую женщину-фаготистку, которая заменила Джен на месте ведущей фаготистки. В это же время Оливер и Мэйбл находят ёршик для фагота, спрятанный в шкатулку с секс-игрушками Тима. |            |                                                                             |                    |                                   |                  |
| 10 | 10         | «Дело закрыто» «Open and Shut»                                              | Джейми Бэббит      | Джон Хоффман и Рейчел Бургер      | 19 октября 2021  |
| Трио понимает, что убийцей является Джен, у которой были романтические отношения с Тимом, и спустя день после расставания она убила его из чувства мести. Джен приходит в квартиру Чарльза во время антракта, и Чарльз догадывается, что она отравила его с помощью носового платка. Мэйбл и Оливер проникают в квартиру Джен, где находят в шкафу бутылку с ядом и коробку с надписью «Токсины Джен». Джен собирается отравить газом всех жильцов здания через камины, которые были открыты после смерти Тима, но троица бежит в подвал и предотвращает катастрофу. В подвале они сталкиваются с Джен, вооруженной пистолетом. Возникает потасовка, и Мэйбл оглушает Джен с помощью изумрудного кольца. Джен арестовывают. Троица отмечает успешное завершение дела на крыше здания. Мэйбл идёт за шампанским, а Оливер и Чарльз получают загадочное текстовое сообщение, в котором им предписывается немедленно покинуть здание. Повторяется открывающая сцена первой серии: Оливер и Чарльз бегут к Мэйбл и находят её склонившейся над трупом Банни. Трио выводят из здания в наручниках, а жильцы «Арконии» и другие люди, включая детектива Уильямс, Оскара и Синду, наблюдают за происходящим. |            |                                                                             |                    |                                   |                  |

### Сезон 2 (2022)
| № общий | № в сезоне | Название                                                      | Режиссёр      | Автор сценария                               | Дата премьеры   |
| --- | ---------- | ------------------------------------------------------------- | ------------- | -------------------------------------------- | --------------- |
| 11 | 1          | «Подозреваемые» «Persons of Interest»                         | Джон Хоффман  | Джон Хоффман и Ноа Левин                     | 28 июня 2022    |
| Полицейские допрашивают Чарльза, Оливера и Мэйбл, после чего отпускают их и просят не вмешиваться в дело об убийстве Банни. Возвращаясь в «Арконию», Мэйбл предлагает своим соратникам последовать совету полиции. Женщина по имени Элис приглашает Мэйбл на выставку в художественную галерею и советует Мэйбл снова заняться рисованием. Оливер сталкивается в лифте с Эми Шумер, которая хочет снять сериал на основе подкаста. Тем временем Чарльзу предлагают роль дяди Браззоса в перезапуске «Браззоса». Троица обнаруживает, что Синда завела о них подкаст и намерены провести расследование, чтобы обелить свои имена. Мэйбл вспоминает, что Банни сказала ей «14» перед смертью. Трио проникает в квартиру Банни и обнаруживает, что её домашний попугай имитирует голос Банни. Когда в квартиру входят Говард и Ума, троица прячется в шкафу и подслушивают, что из квартиры Банни пропала ценная картина. Скрывшись на потайном лифте, они возвращаются в свои квартиры, а Чарльз обнаруживает пропавшую картину на стене своей комнаты. |            |                                                               |               |                                              |                 |
| 12 | 2          | «Подстава» «Framed»                                           | Джон Хоффман  | Кристин Ньюман                               | 28 июня 2022    |
| Чарльз понимает, что на картине изображён его отец, а Мэйбл вспоминает, что Банни также прошептала ей «Севидж» перед смертью. По приглашению Говарда троица посещает поминки Банни, планируя вернуть картину в её квартиру. На поминках они встречают Леонору Фолджер, мать Банни и владелицу картины. Оливер и Мэйбл выносят картину на улицу, планируя доставить её на тайном лифте в квартиру Банни, но Чарльз случайно захлопывает дверь лифта. В панике они прячут картину среди мусорных баков, но позже обнаруживают, что она пропала. Мэйбл возвращается в художественную галерею, где Элис предлагает ей разбить скульптуру, чтобы выплеснуть свои эмоции, и в конце концов они целуются. Оливер встречается с Эми в её квартире и обнаруживает картину, висящую у неё на стене. Леонора говорит с Чарльзом о картине, заставляя вспомнить события из детства, когда его отца арестовала полиция. Леонора узнаёт, что картина находится у Эми, но после осмотра уверенно заявляет, что это подделка. В соответствии с завещанием Банни её попугай достаётся Оливеру, и птица говорит, что знает, кто это сделал. |            |                                                               |               |                                              |                 |
| 13 | 3          | «Последний день Банни Фолджер» «The Last Day of Bunny Folger» | Джуд Вэн      | Бен Смит                                     | 5 июля 2022     |
| Трио пытается разузнать, каким был последний день Банни перед смертью. Во флешбэке выясняется, что это был последний день Банни на посту президента жилтоварищества, и она подумывала о переезде во Флориду после выхода на пенсию. Ей звонил таинственный человек, который хотел купить картину, но она отказалась. Она также подарила крупную сумму денег Ивану, своему постоянному официанту в кафе, чтобы он мог осуществить свою мечту — стать диджеем, и с легкостью починила лифт, когда она, Чарльз и Мэйбл застряли в нем. В конце дня она поняла, как много значит для нее «Арконии», и решила не уходить в отставку, чем сильно расстроила свою преемницу Нину Лин. Позже Банни навестила Чарльза, Оливера и Мэйбл и принесла бутылку шампанского в надежде присоединиться к празднику в честь спасения «Арконии», но они её не пригласили. После возвращения Банни в свою квартиру на неё напал человек в маске и перчатках. Трио чувствует вину, ведь они могли спасти жизнь Банни простым добрым жестом. Они понимают, что у Нины было достаточно мотивов для убийства Банни, что делает её главной подозреваемой в расследовании. |            |                                                               |               |                                              |                 |
| 14 | 4          | «Вот смотрю на тебя» «Here's Looking at You»                  | Джуд Вэн      | Валентина Л. Гарза и Рэйчел Бургер           | 12 июля 2022    |
| Люси, дочь-подросток бывшей подруги Чарльза, неожиданно появляется в его квартире. Она показывает Чарльзу, Оливеру и Мэйбл потайные коридоры в стенах «Арконии», которые она обнаружила много лет назад. Проходя по туннелям, они слышат, как Нина и её муж соглашаются, что Банни следовало уйти, чтобы не мешать модернизации «Арконии». Оливер также становится свидетелем ссоры между Тедди и Тео Димасами, которые находятся на условно-досрочном освобождении, и пересмотривает свои отношения с сыном. Позже трио и Люси посещают Нину, чтобы заставить ее признаться в убийстве Банни, но у неё начинаются роды, и она просит их найти убийцу Банни. Люси признается Чарльзу, что сбежала из дома после того, как её мать снова вышла замуж. Хотя Чарльз тронут словами Люси о том, что он самый лучший отчим в её жизни, он настаивает на том, чтобы она вернулась домой. Перед уходом Люси предупреждает Чарльза, что он в опасности, но не говорит ему, что приехала в «Арконию» в ночь убийства Банни и видела, как убийца уходил по туннелям. Чарльз навещает Джен в тюрьме, чтобы попросить её о помощи. |            |                                                               |               |                                              |                 |
| 15 | 5          | «Подсказка» «Tell»                                            | Шериен Дабис  | Маттео Боргезе и Роб Турбовски               | 19 июля 2022    |
| Джен говорит Чарльзу, что убийца, возможно, художник, так как он создал место преступления, чтобы подставить Мэйбл. Чарльз и Оливер узнают, что Мэйбл встречается с Элис, которая тоже художница, и начинают подозревать её. На вечеринке, которую Элис устраивает для арт-тусовки, Оливер предлагает игру в убийство под названием «Сын Сэма». В конце игры он объявляет Элис убийцей и заставляет её признаться, что она солгала о своем происхождении и учебе в Оксфрде. Позже они узнают, что за день до смерти Банни встречалась с кем-то в своей любимой закусочной, и этот человек может быть убийцей. Элис извиняется перед Мэйбл за то, что солгала ей, и они мирятся, делясь личными секретами. Тем временем Уилл делает тест ДНК для школьного проекта своего сына, который показывает, что у него греческие предки, несмотря на ирландское происхождение Оливера. Оливер догадывается, что у его бывшей жены мог быть роман с Тедди, который, возможно, является биологическим отцом Уилла. |            |                                                               |               |                                              |                 |
| 16 | 6          | «Обзор производительности» «Performance Review»               | Шериен Дабис  | Бен Смит и Джошуа Аллен Гриффит              | 26 июля 2022    |
| Трио хочет попросить помощи у детектива Уильямс для анализа отпечатков пальцев на недавно найденном спичечном коробке, но она находится в декретном отпуске. Когда они получают от её имени SMS с просьбой оставить улику в общественном месте, они понимают, что вещдоком собирается завладеть убийца Банни. Они решают разместить в мусорном баке бомбу с блёстками, чтобы поймать убийцу, но во время ожидания отвлекаются на обсуждение личных проблем и упускают подозреваемого. Тем временем Синда находит человека из прошлого Мэйбл, который ложно утверждает, что Мэйбл отрубила ему один из пальцев, и хочет использовать это в своем подкасте. Помощница Синды Поппи сомневается в свидетеле и раскрывает Мэйбл некоторые тайны Синды. Мэйбл приходит в художественную студию Элис и застает там Элис, воссоздающую место убийства Банни. Мэйбл уходит и в вагоне метро видит человека, взорвавшего бомбу с блёстками. Чарльз и Оливер смотрят в Интернете видео, на котором Мэйбл, судя по всему, ранила ножом этого человека. |            |                                                               |               |                                              |                 |
| 17 | 7          | «Переворачивая кусочки» «Flipping the Pieces»                 | Крис Тиг      | Стивен Маркли и Бен Филипп                   | 2 августа 2022  |
| В серии флешбэков рассказывается об отношениях Мэйбл с отцом до его смерти от рака. После инцидента в метро Мэйбл просыпается в квартире Тео, ничего не помня о нападении, а её сумка пропала. Тео объясняет, что он тоже был в вагоне метро, видел, что произошло, и привез Мэйбл домой после того, как она потеряла сознание. Он показывает Мэйбл жетон охранника с Кони-Айленда, который обронил нападавший, и они отправляются в парк атрракционов для проведения расследования. Мэйбл находит свою сумку, но спичечный коробок исчез. Тем временем детектив Уильямс навещает Чарльза и Оливера, которые сообщают, что у них есть нож убийцы, который они отдают на анализ ДНК. После бегства с Кони-Айленда Мэйбл прощает Тео за смерть Зои и вспоминает ночь убийства Банни, понимая, что видела, как кто-то выбежал из её квартиры. Мэйбл показывает Чарльзу и Оливеру фотографию Люси, которую она нашла в своей сумке. Опасаясь, что Люси — следующая цель убийцы, Чарльз пытается позвонить ей, но звонок прерывается, когда в городе отключается электричество. |            |                                                               |               |                                              |                 |
| 18 | 8          | «Здравствуй, тьма!» «Hello, Darkness»                         | Крис Тиг      | Мэделин Джордж                               | 9 августа 2022  |
| Узнав, что Люси находится одна в квартире Чарльза, троица мчится обратно в «Арконию», чтобы спасти её от убийцы. Тем временем, отключение электричества заставляет жителей «Арконии».заводить новые знакомства. Говард общается с одним из своих соседей, в которого он влюблён, и в конце концов приглашает его на свидание. Швейцар Лестер помогает собрать детские качели для ребёнка Нины, и она даёт ему новую должность. Трио обнаруживает, что кто-то проник в квартиру Чарльза и преследовал Люси в секретных туннелях. Они сталкиваются в туннелях с Марвом, полагая, что он и есть убийца, но на самом деле Марв хотел помочь троице поймать преступника. По просьбе Марва Оливер соглашается записать его для эпизода подкаста, а Люси наконец рассказывает Чарльзу о том, что она видела в ночь убийства Банни. После восстановления подачи электричества троица встречает в здании детектива Крепса. Мэйбл замечает блёстки на его шее и понимает, что это её обидчик. |            |                                                               |               |                                              |                 |
| 19 | 9          | «Спарринг-партнёры» «Sparring Partners»                       | Джейми Бэббит | Киркер Батлер                                | 16 августа 2022 |
| Мэйбл пытается допросить детектива Крепса о его причастности к убийству Банни. Он всё отрицает, но упоминает о своем восхищении подкастами Синды, что усиливает подозрения Мэйбл. Тем временем Чарльз и Оливер обнаруживают оригинал картины Роуз Купер, спрятанный под клеткой попугая Банни. Чарльз также узнает, что за Леонору, мать Банни, выдавала себя сама Роуз Купер, которая рассказывает Чарльзу, что была с его отцом любовниками в течение многих лет, и он был арестован за то, что пытался защитить её от жестокого мужа. Она также показывает Чарльзу другую картину, спрятанную в холсте, на которой изображены Чарльз в детстве и его отец. Оливер узнаёт, что Тедди действительно является биологическим отцом Уилла, но ради Уилла они оба решают сохранить эту информацию в тайне. Элис дарит Мэйбл пазл, и с его помощью Мэйбл понимает, что в одном из подкастов Синды упоминается ресторан с логотипом курицы, который она видела на рюкзаке Крепса. Когда она расспрашивает Поппи об этом, та признаётся, что является Бекки Батлер, героиней подкаста, в свою очередь Крепс оказывается любовником Синды, который помог Синде подделать улики. Мэйбл приходит к выводу, что Синда является истинным вдохновителем убийства Банни.                                                               |            |                                                               |               |                                              |                 |
| 20 | 10         | «Я знаю, кто это сделал» «I Know Who Did It»                  | Джейми Бэббит | Джон Хоффман, Маттео Боргезе и Роб Турбовски | 23 августа 2022 |
| Трио устраивает вечеринку с разоблачением, на которой они намерены добиться признания от убийцы Банни. После неудачи с обвинением в адрес Синды, Мэйбл объявляет убийцей Элис, что кажется правдой, когда Элис бьет Чарльза ножом в живот. Синда хвалит Мэйбл за раскрытие дела, что невероятно расстраивает Бекки, которая случайно раскрывает информацию, которую мог знать только убийца. Когда Чарльз «воскресает из мёртвых», гости понимают, что вся вечеринка была спектаклем для разоблачения Бекки как настоящего убийцы. Детектив Уильямс обнаружила, что на ноже убийцы была ДНК Бекки, а Мэйбл понимает, что Банни сказала ей «14 Сэндвич»: это любимое блюдо Бекки в закусочной, где бывала Банни. Бекки арестовывают вместе с Крепсом, который, как выясняется, является любовником Бекки. Их мотивом было сделать хороший подкаст о преднамеренном убийстве и стать знаменитыми. После закрытия дела Чарльз получает достойную роль в перезагрузке «Браззос» и приглашает на свидание свою гримершу Джой; Мэйбл и Элис возобновляют отношения; а Оливер примиряется со своим сыном, который уже знает, что Оливер не является его биологическим отцом. Год спустя, во время премьеры бродвейской пьесы, которую ставит Оливер, исполнитель главной роли Бен Гленрой внезапно умирает во время выступления. |            |                                                               |               |                                              |                 |

### Сезон 3 (2023)
| № общий | № в сезоне | Название                                     | Режиссёр                               | Автор сценария                  | Дата премьеры    |
| --- | ---------- | -------------------------------------------- | -------------------------------------- | ------------------------------- | ---------------- |
| 21 | 1          | «Шоу должно...» «The Show Must...»           | Джон Хоффман                           | Джон Хоффман и Сас Голдберг     | 8 августа 2023   |
| На прослушивании актёров для пьесы Оливера «Предсмертный хрип» начинающая актриса Лоретта Даркин поражает его своей игрой. Спустя четыре месяца актёры и команда впервые собираются вместе на читку пьесы. Говард является ассистентом Оливера, Чарльз исполняет роль второго плана, а Бен Гленрой — главную роль. Лоретта не может убедительно произнести свои реплики, и Бен уговаривает Оливера уволить её, но Оливер не сомневается в таланте Лоретты. В настоящем времени Бен после падения на сцене провозглашен мёртвым. На запланированной после спектакля вечеринке Мейбл выдвигает версию о том, что Бен был отравлен, и предлагает запустить новый подкаст. На вечеринке появляется оживший Бен, который объясняет свою клиническую смерть пищевым отравлением. Он приносит показушные извинения актёрам и команде за свое высокомерное поведение в последние несколько месяцев, но при этом завуалированно оскорбляет Лоретту. Мейбл сообщает Чарльзу и Оливеру, что её тетя продала квартиру, и через месяц она съезжает из «Арконии». Когда они спускаются на лифте, перед ними внезапно падает труп Бена. |            |                                              |                                        |                                 |                  |
| 22 | 2          | «Ритм продолжается» «The Beat Goes On»       | Джон Хоффман                           | Бен Смит и Джошуа Аллен Гриффит | 8 августа 2023   |
| На похоронах Бена Мэйбл и Чарльз знакомятся с Греггом, который утверждает, что работал у Бена охранником. На самом деле Грегг оказывается одержимым фанатом Бена и похищает их. Мэйбл говорит Чарльзу, что убийство Бена имеет для неё личное значение, поскольку одно из его шоу помогло ей пережить смерть отца. Чарльз в свою очередь признаётся, что напряженные отношения между ним и Беном возникли из-за того, что много лет назад он добился увольнения из «Браззоса» восьмилетнего Бена, который в этом сериале получил свою первую роль. Грегг намеревается пытками выбить из них признание в убийстве Бена, но внезапно появляется детектив Бисвас с полицией и арестовывает его как убийцу Бена. Мэйбл предполагает, что Грегг не мог совершить убийство: во-первых, он любил Бена, во-вторых, у него был носовой платок Бена. Мэйбл задаётся вопросом, чей же платок держал в руке Бен, когда умер. Мэйбл и Чарльз решают начать третий подкаст, чтобы найти настоящего убийцу Бена, но Оливер не собирается к ним присоединяться. После перенесенного микроинфаркта и столкновения с критиком, которая намеревалась разругать его пьесу, у него появляется идея превратить спектакль в мюзикл. |            |                                              |                                        |                                 |                  |
| 23 | 3          | «Хватайте свои платочки» «Grab Your Hankies» | Адам Шенкман                           | Маттео Боргезе и Роб Турбовски  | 15 августа 2023  |
| Чарльз пытается выяснить, кто из актёров потерял носовой платок, полагая, что тот может быть убийцей. Мэйбл и документалист Бена Тоберт приходят в квартиру Бена в поисках улик. Они вынуждены спрятаться в шкафу, когда в квартире появляется Дикки, брат и менеджер Бена. Тоберт рассказывает, что собирается снять документальный фильм об убийстве Бена и что у него есть видеозапись Бена в гримерке перед выходом на сцену. Тем временем Лоретта сообщает Оливеру, что получила роль в телесериале в Лос-Анджелесе, съёмки которого начнутся на следующей неделе. Не желая её терять, Оливер напоминает ей, что она связана контрактом с театром, но позже соглашается отпустить её, если она исполнит колыбельную песню своей героини для продюсеров, Донны и Клиффа. Её выступление убеждает их профинансировать мюзикл, и Лоретта решает остаться в спектакле; они с Оливером целуются. Тоберт показывает Мэйбл запись, на которой видно, как Бен в гримерке разговаривает с кем-то за кадром. Чарльз обнаруживает, что Кимбер, старлетка, играющая возлюбленную Бена, потеряла свой носовой платок. |            |                                              |                                        |                                 |                  |
| 24 | 4          | «Белая комната» «The White Room»             | Адам Шенкман                           | Джей Джей Филбин                | 22 августа 2023  |
| Трио подозревает, что Кимбер убила Бена из-за неудавшегося романа между ними. Однако Мэйбл узнаёт от Кимбер, что она хотела, чтобы Бен рекламировал её косметические средства, но он отказался в последний момент, и она, разозливший продала свой носовой платок на Ebay. Она также узнаёт, что в ночь премьеры Бен был расстроен из-за красного пятна на лице, пока кто-то в гримерке не замазал его. Чарльз и Оливер проникают в гримерную Бена и обнаруживают на его зеркале надпись «грёбаная свинья», сделанную губной помадой. Синда предлагает Мэйбл с предложением о работе, но Мэйбл отказывается. Тем временем Чарльз должен исполнить в пьесе песню с речитативом, но каждый раз на репетиции он попадает в «белую комнату» — уютное место в своем сознании, в то время как его тело ведет себя неадекватно. Оливер считает, что эмоциональные проблемы Чарльза вызвано тем, что к нему в квартиру переехала Джой, а Чарльз к этому не готов. Пытаясь сказать Джой об этом, Чарльз снова входит в «белую комнату» и обнаруживает, что сделал Джой предложение. Выясняется, что помада из гримерки Бена принадлежит Джой. |            |                                              |                                        |                                 |                  |
| 25 | 5          | «Ах, любовь» «Ah, Love»                      | Крис Кох                               | Тесс Моррис и Ной Левин         | 29 августа 2023  |
| Оливер идёт на свидание с Лореттой, а Мэйбл вместе с Тобертом встречается в ресторане, чтобы понаблюдать за Джонатаном, дублёром Бена и парнем Говарда. Они видят, как он обменивается чем-то с мужчиной, которого Тоберт опознаёт как личного врача Бена. Тем временем после ссоры Чарльза и Джой из-за помады к Чарльзу приходит Сазз, которая устраивает ему импровизированный сеанс психотерапии по поводу его проблем в отношениях. Оливер удивлен, когда за ужином Лоретта называет Бена «грёбаной свиньей». Во время прогулки на пароме Лоретта признаётся ему, что подралась с Беном в ночь премьеры. Джой объясняет Чарльзу, что она оставила свою помаду в гримерке Бена после того, как замаскировала синяк на его лице, который, по словам Чарльза, появился из-за того, что он ударил Бена за его потасовку с Лореттой. Чарльз также говорит, что не хотел делать предложение о помолвке, и Джой уходит от него. Мэйбл приводит Тоберта в свою квартиру, чтобы показать ему доску с подсказками, и они целуются. Оливер и Лоретта спят вместе в её квартире, где он находит альбом с газетными вырезками о Бене. |            |                                              |                                        |                                 |                  |
| 26 | 6          | «Призрачный фонарь» «Ghost Light»            | Крис Кох                               | Мадлен Джордж                   | 5 сентября 2023  |
| Говард утверждает, что видел в театре призрак умершего актёра, и троица отправляется туда для расследования. Мэйбл и Тоберт сталкиваются с Джонатаном, который признаётся, что вынужден принимать лекарства, выписанные врачом Бена, чтобы справиться со стрессом от главной роли, которую он никогда не хотел играть. Оливер узнаёт, что его бывший друг-режиссёр Джерри притворился призраком, чтобы скрыть, что он уже несколько месяцев живет на чердаке театра. Он также рассказывает Оливеру о ссоре между Беном, Лореттой и Чарльзом, свидетелем которой он был. Несмотря на то, что подозрения по поводу Лоретты растут, Оливер не спешит делиться ими с Чарльзом и Мэйбл, которые застают его за попыткой стереть помаду с зеркала. Возникает ссора, в ходе которой Оливер обвиняет Чарльза в том, что тот не рассказал о драке в ночь убийства, а Чарльз заявляет, что уходит и из спектакля. Оливер также обвиняет Мэйбл в том, что она саботирует его спектакль, подозревая актёров в совершении преступления, в ответ она сообщает о предложении Синды и клянется продолжить расследование самостоятельно. |            |                                              |                                        |                                 |                  |
| 27 | 7          | «КоБро» «CoBro»                              | Чериен Дабис                           | Бен Филипп и Джейк Шнезель      | 12 сентября 2023 |
| Чарльз обнаруживает, что Ума украла платок с трупа Бена, и продала его неизвестному покупателю. Тем временем Оливер заменяет Чарльза Мэттью Бродериком, но вскоре ему надоедают попытки Мэттью фанатично следовать Методу, он увольняет его и вновь нанимает Чарльза. Мэйбл узнаёт от Дики, что он был усыновлен ещё до рождения Бена у их родителей, и что он всегда находился в тени успеха Бена, хотя делал большую часть работы. Найдя старый рисунок КоБро, самой известной роли Бена, и посмотрев на подпись под ним, Мэйбл вместе с Тобертом и Тео выдвигает предположение, что Дики мог быть создателем этого персонажа, что и послужило мотивом для убийства. Оливер показывает Чарльзу альбом с вырезками, который он украл у Лоретты, и они решают отдать его Мэйбл, но узнают, что Мэйбл уже съехала из своей квартиры и начала новый сезон подкаста без них. Прослушав первый эпизод, в котором подробно описываются доказательства того, что Грегг не является убийцей, детектив Бисвас решает возобновить дело Бена. |            |                                              |                                        |                                 |                  |
| 28 | 8          | «Прогон с музыкой» «Sitzprobe»               | Шари Спрингер Берман и Роберт Пульчини | Пит Суонсон и Сиена Штрайбер    | 19 сентября 2023 |
| Во флэшбэках показано, что Дикки — родной сын Лоретты, которого она отдала на усыновление, чтобы заняться актёрской карьерой. Тем не менее она всегда следила за его жизненным путем, собирая новости о нём и Бене, а узнав об их участии в пьесе Оливера, прошла прослушивание на роль, чтобы воссоединиться с ним. На прогоне мюзикла она решает передать Дикки письмо с рассказом о его происхождении, но внезапно приезжает полиция и блокирует театр, заявляя, что убийца — кто-то из актёров или труппы. Трио примиряется друг с другом и решает снова работать вместе, чтобы найти убийцу. Пока Чарльз и Оливер тайно записывают допросы актёров, которые проводит детектив Уильямс, Мейбл помогает Говарду собрать уничтоженный в шредере документ, который может стать уликой. Лоретта узнает, что полиция и троица подозревают Дикки в убийстве, но категорически отказывается верить в виновность сына. Чарльз и Мейбл находят письмо Лоретты, а Оливер возвращает ей альбом и признаётся в любви. Во время репетиции на сцене Лоретта видит, что к Дикки приближается полиция, и, чтобы спасти сына от ареста, берёт убийство Бена на себя. Когда её выводят из театра в наручниках, у Оливера случается очередной сердечный приступ, и он теряет сознание. |            |                                              |                                        |                                 |                  |
| 29 | 9          | «Тридцать» «Thirty»                          | Чериен Дабис                           | Элейн Ко                        | 26 сентября 2023 |
| После выздоровления Оливера троица узнает, что у Дикки есть алиби на время убийства Бена. Используя свою смекалку и записи допросов, они воссоздают последние тридцать минут перед смертью Бена: Бен пришел в театр с опозданием, после того как побывал у своих подруг-швей, помогавшим ему изготовить носовые платки, которые он подарил актёрам и команде. Позже он подслушал, как Лоретта уговаривала Дики уйти с поста менеджера Бена, что привело к ссоре между братьями и к драке между Беном, Чарльзом и Лореттой. Расстроенный Бен уволил Тоберта и заперся в гримерке, где съел печенье и написал на зеркале «Гребаная свинья» из чувства вины за нарушение диеты. Говард отдаёт тройке склеенный документ, который оказывается разгромной рецензией Максин на выступление Бена. Трио приходит к выводу, что убийцей является Донна, а ее мотивом — страх, что Бен испортит шоу и разрушит карьеру Клиффа. Они спешат в суд, чтобы помешать Лоретте признать себя виновной, но видят, что среди свидетелей находится Донна. |            |                                              |                                        |                                 |                  |
| 30 | 10         | «Премьера» «Opening Night»                   | Джейми Бэббит                          | Джон Хоффман и Бен Смит         | 3 октября 2023   |
| Трио планирует выбить из Донны признание. К счастью для них, Лоретта получила от Дикки пропавший платок. В ночь премьеры они заманивают Донну в офис театра, где она признаётся, что отравила печенье Бена с помощью крысиного яда. После того как ей показывают платок с губной помадой Донны, она заявляет, что она также столкнула Бена в шахту лифта. Донна просит до ареста разрешить ей посмотреть спектакль, и сообщает, что у неё четвертая стадия рака лёгких. Перед началом спектакля Говард говорит Оливеру, что Джонатон не может выступать, поэтому Оливер выходит на сцену в главной роли. Во время спектакля Лоретта сообщает Дикки, что она его биологическая мать. Мэйбл видит, как Донна разговаривает с Клиффом, который затем поднимается на чердак. Когда Мэйбл идет за ним, она понимает, что это Клифф толкнул Бена в шахту, а не Донна. Не желая попасть в тюрьму, Клифф едва не прыгает через люк на сцену, но его останавливает Донна. После занавеса Донну и Клиффа уводят полицейские. На вечеринке после спектакля Оливер читает восторженную рецензию Максин о мюзикле. У Дики, Лоретты и Тоберта намечаются проекты в Лос-Анджелесе, но троица решает остаться в Нью-Йорке, обещая навещать друг друга. Сазз приходит на праздник и говорит Чарльзу, что им нужно поговорить. Во время вечеринки Сазз идёт в квартиру Чарльза за вином, и неизвестный стреляет в неё. |            |                                              |                                        |                                 |                  |

### Сезон 4 (2024)
| № общий | № в сезоне | Название                                                 | Режиссёр                               | Автор сценария                         | Дата премьеры    |
| --- | ---------- | -------------------------------------------------------- | -------------------------------------- | -------------------------------------- | ---------------- |
| 31 | 1          | «Однажды на Диком Западе» «Once Upon a Time in the West» | Джон Хоффман                           | Джон Хоффман и Джошуа Аллен Гриффит    | 27 августа 2024  |
| Закончив съёмки последнего сезона подкаста, троица отправляется праздновать в квартиру Чарльза, не подозревая об убийстве Сазз, так как тело уже исчезло. На следующее утро Чарльз пишет Сазз SMS и получает ответ, что она отправилась в Лос-Анджелес на работу в качестве дублёра Скотта Бакулы. К трио обращается Бев Мелон из Paramount Pictures с предложением об экранизации их подкаста, и они летят в Лос-Анджелес, чтобы обсудить сделку. На вечеринке, устроенной студией, они знакомятся с актерами, которые будут их играть в фильме: Юджином Леви, Заком Галифианакисом и Евой Лонгорией, причем последняя советует неохотно соглашающейся Мейбл запросить максимум денег и начать новую жизнь. Чарльз сталкивается с Бакулой, который говорит, что Сазз не появлялась на съёмках, и, посетив её голливудскую квартиру, троица находит таинственные записки, связанные с Чарльзом. Вернувшись в Нью-Йорк, они обнаруживают отпечатки крови и пулевое отверстие в окне на кухне Чарльза, а затем находят прах и протезы Сазз в мусоросжигательной печи «Арконии», в то время как человек, который переписывался с ними от имени Сазз, посылает им угрожающее SMS. |            |                                                          |                                        |                                        |                  |
| 32 | 2          | «Врата небес» «Gates of Heaven»                          | Джон Хоффман                           | Кристин Ньюман                         | 3 сентября 2024  |
| Подозревая, что выстрел, убивший Сазз, был произведен из одной из квартир в западном крыле «Арконии», Оливер и Мэйбл наводят справки о некоторых его жильцах. Они знакомятся с Винсом Фишем, дружелюбным человеком с повязкой на глазу, и испаноязычной семьей из трех человек, Альфонсо, Инес и Аной, которые приглашают их на настольную игру «Oh hell» и рассказывают о всегда запертой квартире, принадлежащей человеку, известному как «Дуденофф». Мэйбл обнаруживает, что в одной из записок Сазз содержится номер доступа к кодовому замку этой квартиры, они открывают дверь и находят свинью в ванне и любительский радиоприемник. Тем временем, пока Чарльз оплакивает Сазз, к нему приходит Джен, которая сбежала из тюрьмы и рассказывает, что Сазз недавно проводила расследование в здании, опасаясь, что на Чарльза может напасть убийца. Джен сбегает до того, как за ней приезжает полиция, и Чарльз сообщает им об убийстве Сазз. Пока полицейские исследуют мусоросжигательную печь, троица с помощью люминола изучает пол, куда упало тело Сазз. Они обнаруживают, что Сазз написала своей кровью написала «Понеслась!» (именно эту фразу Сазз говорила, когда заменяла Чарльза для опасного трюка), а Оливер понимает, что номер к кодовому замку в перевернутом виде образует слово «Oh hell». |            |                                                          |                                        |                                        |                  |
| 33 | 3          | «Двое на дороге» «Two for the Road»                      | Крис Кох                               | Бен Смит и Пит Свонсон                 | 10 сентября 2024 |
| Когда ФБР берётся за дело Сазз, детектив Уильямс решает помочь трио в расследовании, предоставив им информацию об оружии, из которого стрелял снайпер. Одновременно с этим в Нью-Йорк приезжают Юджин, Зак и Ева, чтобы поближе изучить своих персонажей. Проведя день с Оливером, Зак видит в нем только самовлюбленного нарцисса, пока Говард не рассказывает ему о боевом духе Оливера и способности преодолевать неудачи, что позволяет Заку по-новому взглянуть на глубину характера героя. Тем временем Мэйбл и Ева расследуют дело Руди Тербера, жильца, любящего Рождество, после того как находят кусочек мишуры в квартире Дуденоффа. Поддавшись провокации Евы, Руди признаётся, что на самом деле ненавидит Рождество и эксплуатирует эту тему только для своих видео о фитнесе, а также демонстрирует, что найденный ими фрагмент не является мишурой, так как не воспламеняется. Чарльз и Юджин обнаруживают, что у Винса есть групповая фотография его соседей, на которой один из них держит на поводке свинью, но его лицо замазано. Мейбл решает воспользоваться правами сквоттера, чтобы поселиться в квартире Дуденоффа и заставить его вернуться. Трио обнаруживает частоту на любительском радио и связывается с кем-то, кто предупреждает их о необходимости прекратить расследование.        |            |                                                          |                                        |                                        |                  |
| 34 | 4          | «Трюкач» «The Stunt Man»                                 | Крис Кох                               | Мадлен Джордж                          | 17 сентября 2024 |
| Трио узнаёт, что в ночь убийства Сазз посещала бар для каскадёров, и отправляется туда, чтобы задать несколько вопросов. С помощью Глена Стаббинса, бывшего дублёра Бена Гленроя, Чарльз знакомится с мануальным терапевтом, доктором Мэгги, которая рассказываетт, что Сазз планировала закончить работу каскадером. Тем временем, после попытки выселить Мэйбл из квартиры Дюденоффа жители Западной башни признаются ей, что являются незаконными жильцами, так как арендатором всех квартир в западном крыле является профессор Милтон Дуденофф, проживающий в Португалии, но разрешающий им жить в «Арконии» за символическую плату всего в 200 долларов в месяц. Они также узнают, что человек, предупредивший троицу по радио, это параноидальная бывшая девушка Руди и что никто из жильцов не был знаком с Сазз. Чарльз исполняет роль двойника Сазз на похоронах для её друзей-каскадёров и вспоминает о мечте Сазз — после ухода на пенсию открыть тренировочный лагерь для каскадёров. Отправившись на место, где Сазз собиралась построить лагерь, они с удивлением обнаруживают в укрытии Бев, которая направляет на них пистолет. |            |                                                          |                                        |                                        |                  |
| 35 | 5          | «Adaptation» «Адаптация»                                 | Джессика Ю                             | Джей Джей Филбин и Элла Робинсон Брукс | 24 сентября 2024 |
| Бев объясняет троице, что она пыталась расследовать смерть Сазз, потому что Сазз оставила ей тревожное голосовое сообщение о какой-то проблеме с фильмом. Подозревая, что убийца — кто-то из создателей фильма, троица допрашивает сценариста Маршалла П. Поупа, который, как выясняется, подделывал свою внешность, чтобы выглядеть солидным писателем. Маршалл доказывает, что у него есть алиби на ночь убийства, и ставит под сомнение теорию Чарльза о том, что убийство и зачистка места преступления могли осуществлены за 12 минут. После того как Оливеру не удается воспроизвести убийство за это время, Мейбл обнаруживает, что на фотографиях съемочной группы, которые они сделали, есть тот самый отпечаток обуви, который они видели на подоконнике в квартире Дюденоффа. На фотосессии с актёрами и съёмочной группой Ева помогает троице устроить ловушку из липких ковриков, на которых остаются отпечатки обуви, а Чарльз понимает, что убийство действительно можно совершить за 12 минут, если в преступление задействованы два человека. Когда трио обнаруживает, что у режиссеров Тауни и Трины Бразерс есть ботинки с искомым рисунком на подошве, внезапно гаснет свет и раздаётся выстрел.                                                                                                 |            |                                                          |                                        |                                        |                  |
| 36 | 6          | «Фотоувеличение» «Blow-Up»                               | Джессика Ю                             | Рик Уинер и Кнни Шварц                 | 1 октября 2024   |
| После того как Зак получает ранение, троица приходит к выводу, что Оливер был намеченной целью и что убийца охотится за ними тремя. Детектив Уильямс сообщает им, что Дюденоффа нет в Португалии, и они узнают, что он был профессором киноискусства у сестёр Бразерс. Уильямс отправляет останки Сазз Чарльзу, который обнаруживает в коробке два левых плечевых сустава, что наводит их на мысль о том, что в здании произошло еще одно убийство, о котором могла узнать Сазз. Трио сталкивается с сестрами Бразерс, которые признаются, что были в квартире Дюденоффа в ночь убийства Сазз, но только для того, чтобы навестить его и установить в здании скрытые камеры для закадровых съемок фильма. Они приходят в ужас, когда Мэйбл узнаёт, что, согласно результат экспертизы Уильямс, второй плечевой сустав принадлежал Дюденоффу. Трио одновременно получает текстовые сообщения «Я слежу за тобой» с телефона Сазз и видеозаписи из своих кварир за последние несколько дней. Понимая, что убийца следит за каждым их шагом, они в страхе покидают «Арконию», чтобы найти безопасное место. |            |                                                          |                                        |                                        |                  |
| 37 | 7          | «Долина кукол» «Valley of the Dolls»                     | Шари Спрингер Берман и Роберт Пульчини | Маттео Боргезе и Роб Турбовски         | 8 октября 2024   |
| Трио находит убежище на Лонг-Айленде в доме Дорин, экстравагантной сестры Чарльза. Бев и актеры навещают их к неудовольствию Мэйбл, которая хочет сосредоточиться на расследовании дела. Лоретта также приезжает в гости и в итоге ссорится с Дорин из-за влюбленности последней в Оливера и её эмоциональной подавленности, вызванной разрывом отношений с Чарльзом. Пока Дорин и Чарльз мирятся, обещая чаще навещать друг друга, Лоретта и Оливер обсуждают будущее своих отношений, и Лоретта принимает предложение Оливера выйти за него замуж. Желая помочь следствию, актеры указывают, что убийца, возможно, тот самый таинственный человек, который оставлял записки с угрозами в «Арконии» на протяжении всего первого сезона подкаста, и что подсказки в бумагах Сазз, похоже, подтверждают эту теорию. Говард сообщает троице, что жители Западной башни по отдельности обналичивают в магазине чеки социального страхования, получая пенсию Дюденоффа. |            |                                                          |                                        |                                        |                  |
| 38 | 8          | «Спасательная шлюпка» «Lifeboat»                         | Шари Спрингер Берман и Роберт Пульчини | Кристин Ньюман и Джейк Шнезель         | 15 октября 2024  |
| Жильцы из Западной башни устраивают встречу с трио и актерами, чтобы очистить себя от подозрений в убийстве. Они рассказывают о том, как подружились с Дуденоффом и получали от него финансовую помощь до его отъезда в Португалию несколькими годами ранее. Сомневаясь в правдивости их слов, Мэйбл находит Хельгу, которую она опознала на групповой фотографии Винса как еще одну подопечную Дуденоффа. Та говорит, что съехала из Арконии после того как заподозрила остальных после того, как те тайком от нее стали слушать подкаст об убийствах в Арконии. Тогда они показывают видео, снятое Дуденоффом, в котором раскрывается подлинная история произошедшего: узнав что он смертельно болен, Дуденофф покончил с собой, попросив друзей скрыть его смерть от Хельги и властей для их же пользы. Из сочувствия Мейбл решает не использовать эту информацию в своем подкасте, даже если это лишит их необходимой зацепки. Но потом Хельга сообщает им, что Сазз связалась с ней в ходе предыдущего расследования и упомянула, что ее бывший протеже-каскадер показался ей опасен. Трио приходит к выводу, что это был Глен, исходя из того что он работал вместе с Сазз одном фильме. |            |                                                          |                                        |                                        |                  |
| 39 | 9          | «Побег с планеты Клонго» «Escape From Planet Klongo»     | Джейми Бэббит                          | Бен Смит и Алекс Бигелоу               | 22 октября 2024  |
| Трио выясняет, что Глен пришёл на замену протеже Сазз после того, как того уволили из фильма «Проект Ронконкома», над которым они работали. Узнав, что режиссёром фильма был Рон Ховард, троица безуспешно пытается разыскать его на съёмочной площадке его нового фильма «Побег с планеты Клонго». Тем временем Глена в больнице душат подушкой до смерти после того, как на телефон Мэйбл приходит сообщение о его выходе из комы, и она не успевает задать ему вопросы о личности протеже. Чарльз и Оливер наконец встречают в ресторане Рона Ховарда, который оказывается старым знакомым Оливера. Он рассказывает, что протеже Сазз звали Рекс Бейли, и показывает им его фотографию. В это же время Мэйбл обнаруживает, что в ящике с пивом, которую Сазз принесла в ночь её убийства, находится оригинальный сценарий фильма «Убийства в одном здании» с именем Сазз на обложке в качестве сценариста. В то время как Маршалл и Мэйбл обсуждают правкив сценарии, Чарльз и Оливер опознают его на фото как Рекса Бейли и отправляют данную информацию на телефон Мэйбл, и Маршал видит это сообщение на экране. |            |                                                          |                                        |                                        |                  |
| 40 | 10         | «Свадьба лучшего друга» «My Best Friend's Wedding»       | Джейми Бэббит                          | Джон Хоффман                           | 29 октября 2024  |
| Догадавшись, что Рекс успел совершить убийство за 12 минут, перемещаясь по внутреннему карнизу здания, Чарльз и Оливер делают то же самое из окна Винса, чтобы незаметно добраться до захваченной Мейбл и спасти её, а Винс и Руди помогают им отвлечь Рекса. Завладев пистолетом Рекса, троица заставляет его рассказать о мотиве убийства Сазз. Он признаётся, что позавидовал таланту Сазз, прочитав черновик её сценария, поэтому украл и продал его компании Paramount под своим именем. Когда Сазз узнала об этом, она пригрозила разоблачить его, что побудило Рекса организовать убийство Сазз. Он пытается убить и троицу, но их спасает Джен, которая стреляет в Рекса из квартиры Чарльза, мстя за Сазз. После этого полиция снова арестовывает её. Через несколько дней, во время свадьбы Оливера и Лоретты, к Чарльзу и Мейбл обращается женщина по имени София Каччимелио, желающая нанять их для расследования исчезновения её мужа. Они отказываются, несмотря на то, что София утверждает, что её муж связан с «Арконией». На следующий день троица находит в фонтане «Арконии» мёртвого швейцара Лестера. |            |                                                          |                                        |                                        |                  |

## Производство и релиз
В январе 2020 года было объявлено, что Стив Мартин и Мартин Шорт сыграют главные роли в комедийном сериале, который по заказу стримингового сервиса Hulu создадут Стив Мартин и Джон Роберт Хоффман; Мартин, Шорт и Хоффман также выступят исполнительными продюсерами наряду с Дэном Фогельманом, а производством займется студия 20th Television.
Съёмки начались в Нью-Йорке 3 декабря 2020 года и закончились в апреле 2021 года. Премьера состоялась 31 августа на Hulu. 14 сентября 2021 года сериал был продлён на второй сезон. В марте 2022 года стало известно, что премьера второго сезона запланирована на 28 июня 2022 года. 11 июля того же года стало известно о продлении шоу на третий сезон. В октябре 2023 года сериал был продлён на четвёртый сезон. В сентябре 2024 года сериал продлили на пятый сезон, показ которого начнётся 9 сентября 2025 года.

## Оценки
| Сезон | Rotten Tomatoes     | Metacritic      |
| 1     | 100 % (107 обзоров) | 76 (34 обзора)  |
| 2     | 98 % (116 обзоров)  | 79 (25 обзоров) |
| 3     | 96 % (114 обзора)   | 77 (33 обзора)  |
| 4     | 96 % (77 обзоров)   |                 |

На сайте-агрегаторе отзывов Rotten Tomatoes первый сезон сериала получил рейтинг 100 % со средним баллом 8 из 10. Консенсус критиков гласит: «Дурашливый подход „Убийств в одном здании“ к одержимым настоящим преступлением одновременно уморителен и продуман, во многом благодаря очаровательной центральной троице». На сайте Metacritic средняя оценка первого сезона составляет 76 баллов из 100 возможных, что означает «в целом положительные отзывы».
Второй сезон получил на Rotten Tomatoes рейтинг 97 % при средней оценке 8/10. Рецензенты с этого ресурса признали, что сериал сохранил своё очарование. На Metacritic сезон получил 79 баллов из 100, что означает «в целом положительные отзывы». Рейтинг третьего сезона на Rotten Tomatoes составил 96 % при средней оценке 7,95 из 10, оценка на Metacritic — 77 баллов из 100. Показатели четвёртого сезона — 96 % при средней оценке 8,1 из 10 и 78 баллов из 100 соответственно. Критики признали, что «Убийства в одном здании», «остаются одной из самых восхитительных телевизионных комедий».
Сериал снискал огромную популярность. Станислав Зельвенский («Афиша Daily») высоко оценил «несложную и, в сущности предсказуемую, но работающую безупречно» химию между главными героями. По его словам, «„Убийства“ редко вызывают хохот, но от блаженной улыбки тут избавиться сложнее, чем от неприятного соседа». Для Егора Козкина («Фильм.ру») «Убийства в одном здании» — «интеллигентно-бесшабашное шоу о любви к „тру краймам“, подкастам и необходимой каждому спонтанности». Для Алексея Комарова («Кинорепортер») это «самое прелестное шоу современности», авторы которого «вывели идеальную формулу драмеди об обаятельных городских невротиках, которые балансируют между любовью и смертью в уютном осеннем Нью-Йорке и не унывают, даже наткнувшись на очередной труп. Пока чересчур серьезные сериалы неуклюже обыгрывают повестку или замахиваются на дела государственной важности, „Убийства“ продолжают существовать в собственном теплом мирке, куда так приятно нырнуть и откуда совсем не хочется вылезать».

## Награды и номинации
| Награда                                     | Год вручения | Категория                                                               | Номинанты и получатели | Результат | Ист.   |
| ------------------------------------------- | ------------ | ----------------------------------------------------------------------- | --- | --------- | ------ |
| Премия «Выбор народа»                       | 2021         | Комедийное шоу 2021                                                     | «Убийства в одном здании» | Номинация | [ 20 ] |
| Премия «Выбор народа»                       | 2021         | Звезда комедийного сериала 2021                                         | Селена Гомес | Победа    | [ 20 ] |
| Премия «Выбор народа»                       | 2021         | Звезда комедийного сериала 2021                                         | Стив Мартин | Номинация | [ 20 ] |
| Премия «Выбор народа»                       | 2022         | Комедийное шоу 2022                                                     | «Убийства в одном здании» | Номинация | [ 21 ] |
| Премия «Выбор народа»                       | 2022         | Женщина-телезвезда 2022                                                 | Селена Гомес | Номинация | [ 21 ] |
| Премия «Выбор народа»                       | 2022         | Звезда комедийного сериала 2022                                         | Селена Гомес | Победа    | [ 21 ] |
| Премия «Выбор народа»                       | 2024         | Шоу года                                                                | «Убийства в одном здании» | Номинация | [ 22 ] |
| Премия «Выбор народа»                       | 2024         | Комедийное шоу года                                                     | «Убийства в одном здании» | Победа    | [ 22 ] |
| Премия «Выбор народа»                       | 2024         | Мужчина-телезвезда года                                                 | Стив Мартин | Номинация | [ 22 ] |
| Премия «Выбор народа»                       | 2024         | Женщина-телезвезда года                                                 | Селена Гомес | Победа    | [ 22 ] |
| Премия «Выбор народа»                       | 2024         | Звезда комедийного сериала года                                         | Стив Мартин | Номинация | [ 22 ] |
| Премия «Выбор народа»                       | 2024         | Звезда комедийного сериала года                                         | Селена Гомес | Номинация | [ 22 ] |
| Премия «Выбор народа»                       | 2024         | Телевизионное представление года                                        | Мерил Стрип | Номинация | [ 22 ] |
| Премия «Золотой глобус»                     | 2022         | Лучший телевизионный сериал — комедия или мюзикл                        | «Убийства в одном здании» | Номинация | [ 23 ] |
| Премия «Золотой глобус»                     | 2022         | Лучшая мужская роль в телевизионном сериале — комедия или мюзикл        | Стив Мартин | Номинация | [ 23 ] |
| Премия «Золотой глобус»                     | 2022         | Лучшая мужская роль в телевизионном сериале — комедия или мюзикл        | Мартин Шорт | Номинация | [ 23 ] |
| Премия «Золотой глобус»                     | 2023         | Лучший телевизионный сериал — комедия или мюзикл                        | «Убийства в одном здании» | Номинация | [ 24 ] |
| Премия «Золотой глобус»                     | 2023         | Лучшая актриса в телевизионном сериале — комедия или мюзикл             | Селена Гомес | Номинация | [ 24 ] |
| Премия «Золотой глобус»                     | 2023         | Лучшая мужская роль в телевизионном сериале — комедия или мюзикл        | Стив Мартин | Номинация | [ 24 ] |
| Премия «Золотой глобус»                     | 2023         | Лучшая мужская роль в телевизионном сериале — комедия или мюзикл        | Мартин Шорт | Номинация | [ 24 ] |
| Премия «Золотой глобус»                     | 2024         | Лучший телевизионный сериал — комедия или мюзикл                        | «Убийства в одном здании» | Номинация | [ 25 ] |
| Премия «Золотой глобус»                     | 2024         | Лучшая актриса в телевизионном сериале — комедия или мюзикл             | Селена Гомес | Номинация | [ 25 ] |
| Премия «Золотой глобус»                     | 2024         | Лучшая мужская роль в телевизионном сериале — комедия или мюзикл        | Стив Мартин | Номинация | [ 25 ] |
| Премия «Золотой глобус»                     | 2024         | Лучшая мужская роль в телевизионном сериале — комедия или мюзикл        | Мартин Шорт | Номинация | [ 25 ] |
| Премия «Золотой глобус»                     | 2024         | Лучшая актриса второго плана — мини-сериал, телесериал или телефильм    | Мерил Стрип | Номинация | [ 25 ] |
| Творческие премии «Эмми»                    | 2022         | Лучший приглашённый актёр в комедийном телесериале                      | Натан Лейн (за серию «Мальчик из „6Б“») | Победа    | [ 26 ] |
| Творческие премии «Эмми»                    | 2022         | Лучшая приглашённая актриса в комедийном телесериале                    | Джейн Линч (за серию «Дубль два») | Номинация | [ 26 ] |
| Творческие премии «Эмми»                    | 2022         | Лучший кастинг в комедийном сериале                                     | Бернард Телси и Тиффани Литтл Кэнфилд | Номинация | [ 26 ] |
| Творческие премии «Эмми»                    | 2022         | Лучшие современные костюмы                                              | Дана Коваррубиас, Аманда Буяк и Эми Берт (за серию «Кто такой Тим Коно?») | Номинация | [ 26 ] |
| Творческие премии «Эмми»                    | 2022         | Лучший дизайн заставки                                                  | Лиза Болан, Тная Уитмер, Лаура Перес, Джеймс Херлберт, Эван Ларимор и Джахмад Роллинз Роллинз | Номинация | [ 26 ] |
| Творческие премии «Эмми»                    | 2022         | Лучшая музыкальная композиция для телесериала                           | Сиддхартха Кхосла (за серию «Мальчик из „6Б“») | Номинация | [ 26 ] |
| Творческие премии «Эмми»                    | 2022         | Лучшая оригинальная главная вступительная музыкальная тема              | Сиддхартха Кхосла | Номинация | [ 26 ] |
| Творческие премии «Эмми»                    | 2022         | Лучший художник-постановщик повествовательной программы (полчаса)       | Курт Бич, Джордан Джейкобс и Рич Мюррей (за серию «Настоящее преступление») | Победа    | [ 26 ] |
| Творческие премии «Эмми»                    | 2022         | Лучший монтаж для комедийного сериала, снятого одной камерой            | Джоэнн Мари Ярроу (за «Фанфики») | Номинация | [ 26 ] |
| Творческие премии «Эмми»                    | 2022         | Лучший монтаж для комедийного сериала, снятого одной камерой            | Джули Монро (за «Дело закрыто») | Номинация | [ 26 ] |
| Творческие премии «Эмми»                    | 2022         | Лучший звук в комедийном или драматическом сериале (полчаса) и анимации | Линдси Альварес, Мэтью Уотерс, Джозеф Уайт-младший и Алан Демосс (за «Мальчик из 6Б») | Победа    | [ 26 ] |
| Творческие премии «Эмми»                    | 2024         | Лучший короткометражный комедийный, драматический сериал или скетч-шоу  | «Убийства в одном здании» | Номинация | [ 27 ] |
| Творческие премии «Эмми»                    | 2024         | Лучший приглашённый актёр в комедийном телесериале                      | Натан Лейн (за серию «Мальчик из „6Б“») | Номинация | [ 27 ] |
| Творческие премии «Эмми»                    | 2024         | Лучший художник-постановщик повествовательной программы (полчаса)       | Патрик Хоу, Джордан Джейкобс и Рич Мюррей (за «Спарринг-партнеры» / «Я знаю, кто это сделал») | Победа    | [ 27 ] |
| Творческие премии «Эмми»                    | 2024         | Лучший кастинг для комедийного сериала                                  | Бернард Телси, Тиффани Кэнфилд и Дестини Лилли | Номинация | [ 27 ] |
| Творческие премии «Эмми»                    | 2024         | Лучшая операторская работа в сериале (полчаса)                          | Крис Тиг (за «Я знаю, кто это сделал») | Номинация | [ 27 ] |
| Творческие премии «Эмми»                    | 2024         | Лучшие современные костюмы                                              | Дана Коваррубиас, Эбби Геохеган и Кэтлин Герлах (за серию «Подстава») | Номинация | [ 27 ] |
| Творческие премии «Эмми»                    | 2024         | Лучшие современные причёски                                             | Бетси Рейес, Тоня Чикконе, Фабиан Гонсалес и Керри Смит (за «Я знаю, кто это сделал») | Номинация | [ 27 ] |
| Творческие премии «Эмми»                    | 2024         | Лучший монтаж для комедийного сериала, снятого одной камерой            | Пегги Тачджиан (за «Последний день Банни Фолджер») | Номинация | [ 27 ] |
| Творческие премии «Эмми»                    | 2024         | Лучший звук в комедийном или драматическом сериале (полчаса) и анимации | Пенни Гарольд, Эндрю Ланге, Джозеф Уайт-младший и Алан ДеМосс (за «Подсказка») | Номинация | [ 27 ] |
| Прайм-таймовая премия «Эмми»                | 2022         | Лучший комедийный сериал                                                | «Убийства в одном здании» | Номинация | [ 28 ] |
| Прайм-таймовая премия «Эмми»                | 2022         | Лучший актёр в комедийном телесериале                                   | Стив Мартин | Номинация | [ 28 ] |
| Прайм-таймовая премия «Эмми»                | 2022         | Лучший актёр в комедийном телесериале                                   | Мартин Шорт | Номинация | [ 28 ] |
| Прайм-таймовая премия «Эмми»                | 2022         | Лучший режиссёр комедийного сериала                                     | Джейми Бэббит (за «Настоящее преступление») | Номинация | [ 28 ] |
| Прайм-таймовая премия «Эмми»                | 2022         | Лучший режиссёр комедийного сериала                                     | Чериен Дабис (за «Мальчик из 6Б») | Номинация | [ 28 ] |
| Прайм-таймовая премия «Эмми»                | 2022         | Лучший сценарий комедийного телесериала                                 | Стив Мартин и Джон Хоффман (за «Настоящее преступление») | Номинация | [ 28 ] |
| Прайм-таймовая премия «Эмми»                | 2024         | Лучший комедийный сериал                                                | «Убийства в одном здании» | Номинация | [ 27 ] |
| Прайм-таймовая премия «Эмми»                | 2024         | Лучший актёр в комедийном телесериале                                   | Мартин Шорт | Номинация | [ 27 ] |
| Прайм-таймовая премия «Эмми»                | 2024         | Лучший сценарий комедийного телесериала                                 | Джон Хоффман, Маттео Боргезе и Роб Турбовски (за «Я знаю, кто это сделал») | Номинация | [ 27 ] |
| Премия Гильдии киноактёров США              | 2022         | Лучший актёрский состав в комедийном сериале                            | Аарон Домингес, Селена Гомес, Джеки Хоффман, Джейн Худишелл, Стив Мартин, Эми Райан, Мартин Шорт | Номинация | [ 29 ] |
| Премия Гильдии киноактёров США              | 2022         | Лучшая мужская роль в комедийном сериале                                | Стив Мартин | Номинация |        |
| Премия Гильдии киноактёров США              | 2022         | Лучшая мужская роль в комедийном сериале                                | Мартин Шорт | Номинация |        |
| Премия Гильдии киноактёров США              | 2023         | Лучшая мужская роль в комедийном сериале                                | Стив Мартин | Номинация | [ 30 ] |
| Премия Гильдии киноактёров США              | 2023         | Лучшая мужская роль в комедийном сериале                                | Мартин Шорт | Номинация | [ 30 ] |
| Премия Гильдии киноактёров США              | 2023         | Лучший актёрский состав в комедийном сериале                            | Майкл Сирил Крейтон, Кара Делевинь, Селена Гомес, Джейн Худишелл, Стив Мартин, Мартин Шорт и Адина Версон | Номинация | [ 30 ] |
| Премия Гильдии киноактёров США              | 2024         | Лучший актёрский состав в комедийном сериале                            | Джеральд Сизар, Майкл Сирил Крейтон, Линда Эмонд, Селена Гомес, Эллисон Гуинн, Стив Мартин, Эшли Пак, Дон Дэррил Ривера, Пол Радд, Джереми Шамос, Мартин Шорт, Мерил Стрип, Уэсли Тейлор, Джейсон Визи и Джесси Уильямс | Номинация | [ 31 ] |
| Премия Гильдии художников-постановщиков США | 2022         | Лучшая работа художника-постановщика в получасовом однокамерном сериале | Курт Бич (за серию «Настоящее преступление») | Номинация | [ 32 ] |
| Премия Гильдии художников-постановщиков США | 2023         | Лучшая работа художника-постановщика в получасовом однокамерном сериале | Патрик Хоу (за серию «Подстава») | Номинация | [ 33 ] |
| Премия Гильдии художников-постановщиков США | 2024         | Лучшая работа художника-постановщика в получасовом однокамерном сериале | Патрик Хоу (за серии «Прогон с музыкой» и «Премьера») | Номинация | [ 34 ] |
| Выбор телевизионных критиков                | 2022         | Лучший комедийный сериал                                                | «Убийства в одном здании» | Номинация | [ 35 ] |
| Выбор телевизионных критиков                | 2022         | Лучшая мужская роль в комедийном сериале                                | Стив Мартин | Номинация |        |
| Выбор телевизионных критиков                | 2022         | Лучшая мужская роль в комедийном сериале                                | Мартин Шорт | Номинация |        |
| Выбор телевизионных критиков                | 2022         | Лучшая женская роль в комедийном сериале                                | Селена Гомес | Номинация |        |
| Выбор телевизионных критиков                | 2023         | Лучшая мужская роль в комедийном сериале                                | Стив Мартин | Номинация | [ 36 ] |
| Выбор телевизионных критиков                | 2024         | Лучшая мужская роль в комедийном сериале                                | Стив Мартин | Номинация | [ 37 ] |
| Выбор телевизионных критиков                | 2024         | Лучшая женская роль второго плана в комедийном сериале                  | Мерил Стрип | Победа    | [ 37 ] |
| Премия Гильдии продюсеров США               | 2022         | Лучший комедийный сериал                                                | «Убийства в одном здании» | Номинация | [ 38 ] |
| Премия Гильдии продюсеров США               | 2023         | Лучший комедийный сериал                                                | Разные | Номинация | [ 39 ] |
| Премия Гильдии продюсеров США               | 2023         | Лучшая короткометражная программа                                       | «Убийства в одном здании: один убийственный вопрос» | Победа    | [ 40 ] |
| Премия Гильдии продюсеров США               | 2024         | Лучшая короткометражная программа                                       | «Убийства в одном здании: один убийственный вопрос» | Номинация | [ 41 ] |
| Премия Гильдии продюсеров США               | 2024         | Лучший комедийный сериал                                                | Разные | Номинация | [ 42 ] |
| Премия Гильдии сценаристов США              | 2022         | Лучший сценарий в комедийном телесериале                                | Разные | Номинация | [ 43 ] |
| Премия Гильдии сценаристов США              | 2022         | Лучший сценарий в новом телесериале                                     | Разные | Номинация | [ 43 ] |
| Премия Гильдии сценаристов США              | 2022         | Лучший сценарий в эпизоде комедийного сериала                           | Стив Мартин и Джон Хоффман (за серию «Настоящее преступление») | Номинация | [ 43 ] |
| Премия Гильдии сценаристов США              | 2023         | Лучший сценарий в комедийном телесериале                                | Разные | Номинация | [ 44 ] |
| Премия Гильдии сценаристов США              | 2024         | Лучший сценарий в комедийном телесериале                                | Разные | Номинация | [ 45 ] |
| Премия «Спутник»                            | 2022         | Лучший телевизионный сериал — комедия или мюзикл                        | «Убийства в одном здании» | Номинация | [ 46 ] |
| Премия «Спутник»                            | 2022         | Лучшая мужская роль в телевизионном сериале — комедия или мюзикл        | Стив Мартин | Номинация |        |
| Премия «Спутник»                            | 2022         | Лучшая женскую роль в телевизионном сериале — комедия или мюзикл        | Селена Гомес | Номинация |        |
| Премия «Спутник»                            | 2023         | Лучший телевизионный сериал — комедия или мюзикл                        | «Убийства в одном здании» | Номинация | [ 47 ] |
| Премия «Спутник»                            | 2023         | Лучшая женскую роль в телевизионном сериале — комедия или мюзикл        | Селена Гомес | Победа    | [ 47 ] |
| Премия «Спутник»                            | 2023         | Лучшая мужская роль в телевизионном сериале — комедия или мюзикл        | Мартин Шорт | Номинация | [ 47 ] |
| Премия «Спутник»                            | 2024         | Лучший телевизионный сериал — комедия или мюзикл                        | «Убийства в одном здании» | Победа    | [ 48 ] |
| Премия «Спутник»                            | 2024         | Лучшая женскую роль в телевизионном сериале — комедия или мюзикл        | Селена Гомес | Номинация | [ 48 ] |
| Премия «Спутник»                            | 2024         | Лучшая мужская роль в телевизионном сериале — комедия или мюзикл        | Стив Мартин | Номинация | [ 48 ] |
| Премия «Спутник»                            | 2024         | Лучшая мужская роль в телевизионном сериале — комедия или мюзикл        | Мартин Шорт | Номинация | [ 48 ] |
| Премия «Спутник»                            | 2024         | Лучшая актриса второго плана — мини-сериал, телесериал или телефильм    | Мерил Стрип | Номинация | [ 48 ] |

### Комментарии
1. ↑   Дэн Фогельман, Джесс Розенталь, Джейми Бэббит, Стив Мартин, Мартин Шорт, Селена Гомес, Джон Хоффман, Кристин Ньюман, Киркер Батлер, Бен Смит, Маттео Боргезе, Роб Турбовский, Темби Л. Бэнкс и Джейн Рааб
2. ↑  Дэн Фогельман, Джесс Розенталь, Стив Мартин, Мартин Шорт, Селена Гомес, Джон Хоффман, Маттео Боргезе, Роб Турбовски, Бен Смит, Кристин Ньюман, Киркер Батлер, Ник Павонетти, Кристин Бернштейн, Валентина Гарза
3. ↑  Темби Бэнкс, Маттео Боргезе, Рэйчел Бургер, Киркер Батлер, Мадлен Джордж, Джон Хоффман, Стивен Маркли, Стив Мартин, Кристин Ньюман, Бен Филипп, Ким Розенсток, Бен Смит, Роб Турбовски
4. ↑  Маттео Боргезе, Рэйчел Бургер, Киркер Батлер, Валентина Гарза, Мадлен Джордж, Джошуа Аллен Гриффит, Джон Хоффман, Ноа Левин, Стивен Маркли, Кристин Ньюман, Бен Филипп, Бен Смит, Роб Турбовски
5. ↑  Маттео Боргезе, Мадлен Джордж, Сас Э. Голдберг, Джошуа Аллен Гриффит, Джон Хоффман, Элейн Ко, Ной Левин, Тесс Моррис, Джей Джей Филбин, Бен Филипп, Джейк Шнезель, Бен Смит, Сиена Страйбер, Пит Свенсон, Роб Турбовски